# Johan Olsson
Johan Olsson (* 19. března 1980, Västerås) je švédský reprezentant v běhu na lyžích. Startoval na čtyřech mistrovstvích světa (MS 2005, MS 2007, MS 2009 a MS 2011) a dvou olympiádách (ZOH 2006 a ZOH 2010).

## Největší úspěchy

### Olympiáda
- Zimní olympijské hry 2006 v Turíně: 3. místo ve štafetě (4 x 10 km)
- Zimní olympijské hry 2010 ve Vancouveru: 1. místo ve štafetě (4 x 10 km), 3. místo ve skiatlonu (15 + 15 km) a v běhu na 50 km klasicky

### Mistrovství světa
- MS v klasickém lyžování 2011 v Oslu: 2. místo ve štafetě (4 x 10 km)

### Světový pohár

#### Vítězství v závodě SP
| 13. prosince 2008  | Davos    | 15 km klasicky |
| 19. listopadu 2011 | Sjusjøen | 15 km volně    |

## Osobní život
V roce 2008 se oženil se švédskou lyžařkou Annou Olssonovou (rozenou Dahlbergovou).